# 2534 Houzeau
2534 Houzeau (1931 VD) là một tiểu hành tinh vành đai chính được phát hiện ngày 2 tháng 11 năm 1931 bởi Delporte, E. ở Uccle.